# Hôtel de préfecture de la Seine-Maritime
L'hôtel de préfecture de la Seine-Maritime est un bâtiment situé à Rouen, en France. Il sert de préfecture au département de la Seine-Maritime et depuis 2016 également à la région Normandie (elle était auparavant le siège de la préfecture régionale de Haute-Normandie).

## Localisation
La préfecture est située dans le département français de la Seine-Maritime, sur la commune de Rouen, place de la Madeleine.

## Historique
Elle est située boulevard des Belges dans un bâtiment dû à l'architecte Louis-François Desmarest, puis cours Clemenceau. Elle occupe aujourd'hui l'ancien Hôtel Dieu.